# Reverencia

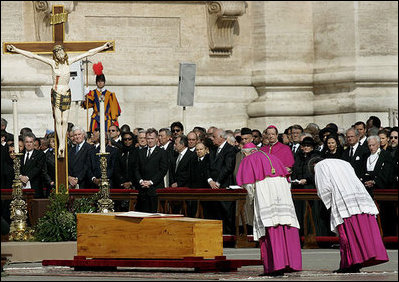
Reverencia ante el féretro de Juan Pablo II

Una reverencia es una acción en la cual una persona inclina su cuerpo o una parte del mismo en señal de saludo respetuoso o veneración. 
En muchas ocasiones, una reverencia no es más que una inclinación rápida de la cabeza como una mocha o venia, pero también puede consistir en una inclinación profunda desde la cintura como una zalema, o en una genuflexión (caso de los cristianos). Las situaciones en que una persona hace una reverencia varían mucho entre culturas. 
La reverencia fue originariamente un gesto que mostraba respeto por alguien. En las culturas europeas, la reverencia se utiliza solo en situaciones muy formales, por ejemplo como saludo a un miembro de la familia real. En el caso del rey de España, por otra parte, solamente los grandes de España puede ir cubiertos en su presencia.
En la historia europea, la reverencia era común en las cortes. Los hombres debían inclinar la parte superior del cuerpo y retirar la pierna derecha poniéndola detrás de la izquierda y quitarse el sombrero (a veces dándole un rápido giro) inclinándose a continuación. El hombre debía sacar su mano izquierda sobre su cintura al hacer esto. Este tipo de reverencia profunda ya no se usa hoy en día, habiéndose reducido desde el siglo XIX a quitarse el sombrero simplemente (descubrirse) ante una dama o a una respetuosa inclinación de cabeza mientras se estrecha la mano a un hombre. La reverencia femenina consiste por su parte en una rápida flexión de las rodillas mientras se inclina la cabeza.

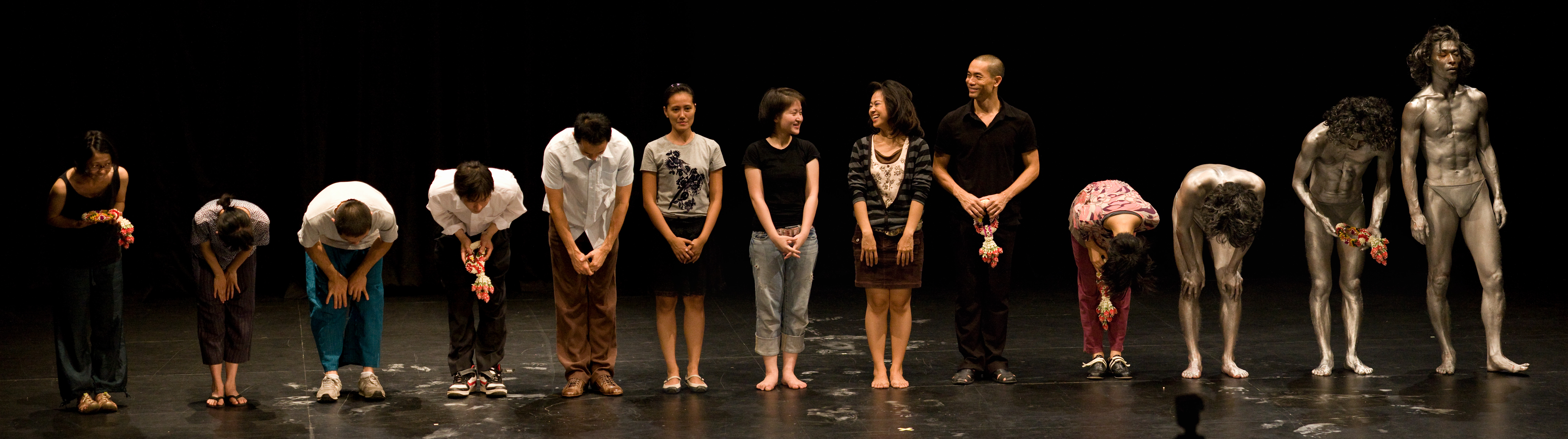
Reverencia de agradecimiento en una representación

Hoy en día, la reverencia en las culturas europeas se contempla sobre todo en las representaciones líricas o teatrales. Cuando el público aplaude tras una representación, el intérprete generalmente se inclinará como agradecimiento. Es un modo de agradecer a la audiencia sus aplausos. Tanto hombres como mujeres, en este caso se inclinarán (aunque en ballet también está extendido que las bailarinas hagan genuflexión)
En la tradición cristiana, es normal que los fieles hagan una pequeña reverencia ante el altar como señal de respeto por estar este consagrado y ser el lugar donde se renueva el sacrificio de Jesucristo.
Hay otras ocasiones especiales en que la gente se hace una inclinación. En judo y otros artes marciales, los dos oponentes se inclinarán el uno ante el otro para mostrar respeto y que obedecerán las reglas del juego.

## La reverencia en Japón y Corea

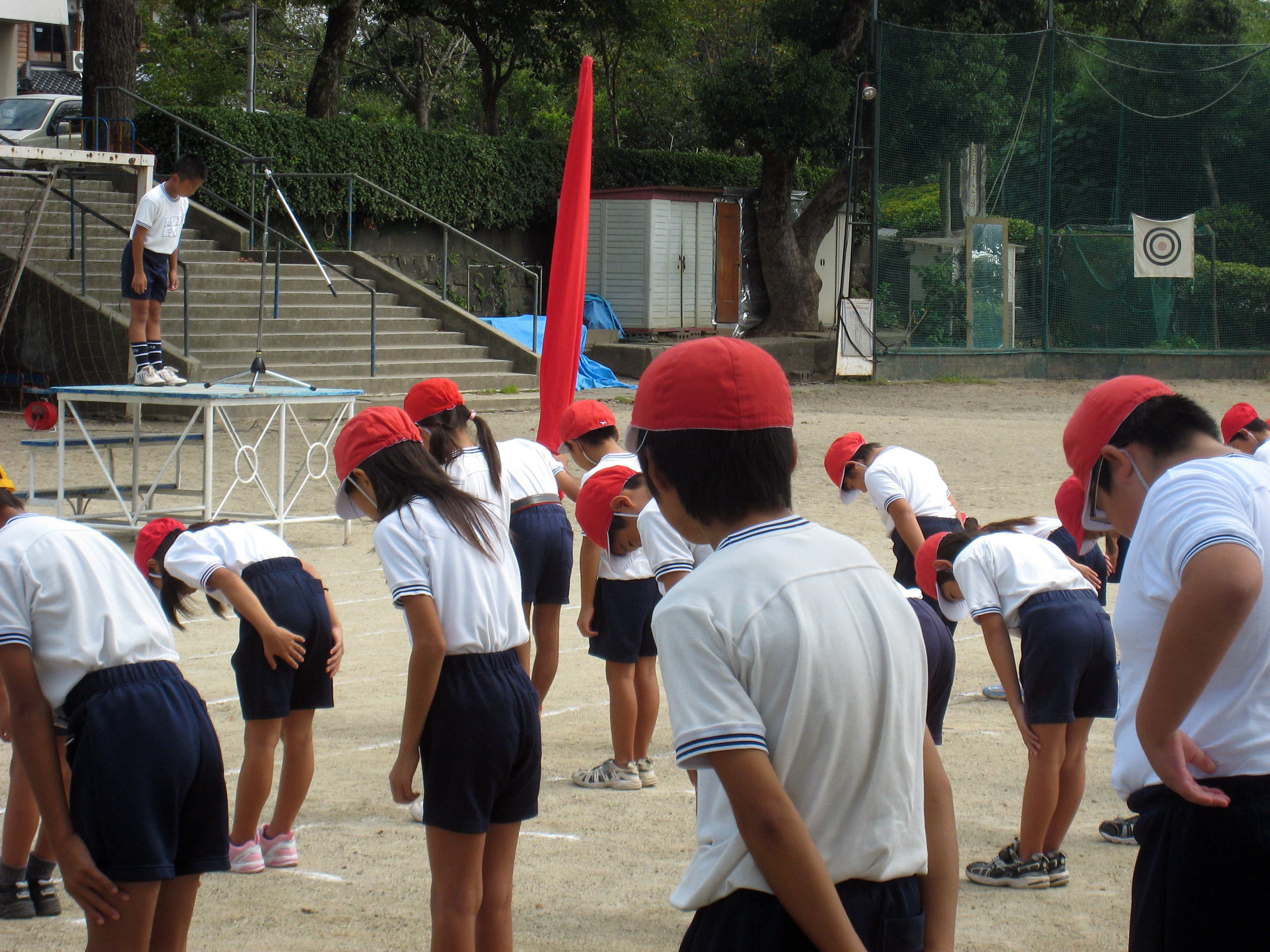
Niños haciendo reverencia en un colegio de Japón

En algunas culturas del continente asiático es mucho más común que en otros continentes. Es especialmente importante en Japón y en Corea. Los japoneses y coreanos, tanto hombres como mujeres, utilizan mucho esta forma de comunicación. Lo usan para decir «adiós», «gracias», «lo siento» o para mostrar humildad ante una persona de mayor rango. Existen diferentes grados de reverencia y es muy importante en la cultura japonesa conocer el tipo de reverencia para cada ocasión. Una inclinación de 15 grados es muy informal, una de 45 grados es muy formal. Los japoneses y los coreanos mantienen la espalda recta cuando lo hacen. Los hombres mantienen las manos junto al costado, las mujeres tienen una mano sobre otra al frente del cuerpo. 
Generalmente, una inclinación debería durar una cuenta de ocho: tres para bajar, una para hacer una pausa y cuatro para levantarse. Los alumnos y los profesores en el colegio se inclinan el uno ante el otro. Cuanto más importante es la otra persona, más profundo es su saludo.